# Station Ljubljana
Het station Ljubljana (Sloveens: Železniška postaja Ljubljana) is het grootste treinstation van de Sloveense hoofdstad Ljubljana. Het station ligt ten noorden van de historische binnenstad. De bouw van het station was gereed in 1848. Er reden treinen vanaf 1849, tegelijk met de opening van het gedeelte van de Oostenrijkse Zuidlijn waar het station aan lag. Later kwam het station ook aan andere spoorlijnen te liggen. In de jaren '80 werd het stationsgebouw gerenoveerd. De betrokken architect hierbij was Marko Mušič.
In 1904 had schrijver James Joyce met zijn toekomstige vrouw onverwacht een nacht bij het station doorgebracht. Ze waren met de trein onderweg van Zürich naar Triëst. Toen de trein langs Ljubljana kwam, dachten ze al in Triëst te zijn en daarom stapten ze er uit. In 2003 werd er vanwege deze gebeurtenis een monument voor James Joyce geplaatst op het station.